# Bis(s) zur Mittagsstunde
Bis(s) zur Mittagsstunde (englischer Originaltitel: New Moon) ist ein 2006 erschienener Roman der US-amerikanischen Jugendbuchautorin Stephenie Meyer und die Fortsetzung des Buches Bis(s) zum Morgengrauen. 

## Handlung
Zu ihrem 18. Geburtstag veranstaltet Alice Cullen eine kleine Geburtstagsfeier für Bella im Kreise der Cullen-Familie. Als Bella sich beim Geschenkeauspacken versehentlich am Finger blutig schneidet, wird sie beinahe von Jasper angefallen, dem zuletzt zum Cullen-Clan hinzugekommenen Vampir, der von allen am wenigsten Selbstbeherrschung hat. Edward gibt sich die Schuld für den Vorfall, weshalb er kurz darauf unter dem Vorwand, nicht mehr mit Bella zusammen sein zu wollen, die Stadt gemeinsam mit seiner Familie verlässt. Bella verliert sich monatelang in Trauer und nimmt ihre Umwelt in dieser Zeit kaum wahr.
Erst als sie sich unbewusst in Gefahr begibt, wacht sie aus ihrer Trance auf, weil sie unerwartet Edwards Stimme hört. Sie wird süchtig nach dieser Halluzination und geht deshalb immer größere Risiken ein. Bella bittet ihren Bekannten Jacob „Jake“ Black, zwei Motorräder, die sie kostenlos erstanden hat, zu reparieren, um sich mit ihnen erneut in Gefahr zu begeben. Bella und Jacob werden mit der Zeit beste Freunde. Doch von einem Tag auf den nächsten bricht Jacob den Kontakt zu Bella ab. Daraufhin droht sie, wieder von ihrer Trauer um Edward, und nun auch um Jacob, überrollt zu werden. Sie kämpft um ihre Freundschaft und erfährt so, dass Jacob sich in einen Werwolf, den größten Feind der Vampire, verwandelt und sich nun einem ganzen Rudel Werwölfe, die allesamt Angehörige seines Stammes sind, angeschlossen hat. Zur gleichen Zeit taucht Victoria, die ehemalige Partnerin von James (dem Vampir aus „Bis(s) zum Morgengrauen“, den Edward und seine Familie getötet haben), in Forks auf, um den Tod von James zu rächen. Zuvor schickte sie Laurent, um zu überprüfen, ob Bella noch unter dem Schutz der Cullens steht, doch dieser wird bei dem Versuch, Bella zu töten, von dem Wolfsrudel vernichtet.
In der Hoffnung, wieder Edwards Stimme zu hören, springt Bella von einer Klippe und ertrinkt beinahe, wird aber von Jacob gerettet. Als sie danach nach Hause zurückkehrt, findet sie dort Alice Cullen vor, die sie in einer Vision sterben sah. Durch ein Missverständnis glaubt auch Edward, dass Bella tot sei. Er reist nach Volterra in Italien. Diese Stadt gehört den Volturi, mächtigen Vampiren, die gewissermaßen die königliche Familie der Vampirwelt sind. Edward will sie dazu bringen, ihn zu vernichten, um Bella in den Tod folgen zu können. Alice erfährt von diesen Plänen und teilt sie Bella mit. Sie fahren nach Italien, um Edward zu retten. Dieser plant, sich an einem belebten Platz in der Sonne zu zeigen (Vampire beginnen in Stephenie Meyers Büchern in der Sonne wie Diamanten zu glitzern). Dies würde die Volturi dazu veranlassen, ihn zu vernichten, da sie die Vampirwelt vor den Menschen, erst recht vor denen in ihrer Stadt, geheim halten wollen. Obwohl Bella Edward noch rechtzeitig davon abhalten kann, seinen Plan auszuführen, werden sie und Alice von drei Vampiren zu den Volturi geführt. Nachdem Alice Aro, einem der drei Anführer der Volturi, durch eine Vision zeigt, dass Bella von den Cullens in naher Zukunft in einen Vampir verwandelt wird, lässt man sie gehen.
In Forks angekommen, lässt Bella, sehr zu Edwards Missfallen, die Cullens über ihre Sterblichkeit abstimmen. Fünf der sieben Cullens stimmen dafür, dass Bella in einen Vampir verwandelt und damit zu einem Teil ihrer Familie gemacht wird. Edward und Rosalie stimmen dagegen. Carlisle verspricht Bella, sie am Ende des Schuljahres zu verwandeln. Die Tatsache, dass die Vampire die Feinde der Werwölfe sind, macht eine Freundschaft zwischen Jacob und Bella unmöglich, was vor allem Bella schmerzt, da Jacob während Edwards Abwesenheit immer für sie da war. Doch Bella schwört sich, einen Weg zu finden, um ihren besten Freund zu behalten.

## Fortsetzungen
Der 3. Teil erschien am 7. August 2007 unter dem Namen Eclipse (englisch für „Sonnen- oder Mondfinsternis“) in Amerika. In Deutschland erschien er unter dem Titel Bis(s) zum Abendrot am 14. Februar 2008. Am 2. August 2008 wurde in den USA mit Breaking Dawn der letzte Teil der Reihe veröffentlicht. Die deutsche Übersetzung mit dem Titel Bis(s) zum Ende der Nacht erschien am 14. Februar 2009.

## Wissenswertes
- Der englische Originaltitel New Moon steht für die dunkelste Zeit in Bellas Leben: eine mondlose Nacht. Auch später werden die beiden männlichen Hauptpersonen, Edward und Jacob immer wieder mit Mond und Sonne verglichen. Diese Symbolik zeigt auch der Titel des dritten Buches Eclipse (dt. Sonnenfinsternis): Der Mond stellt sich vor die Sonne.
- Stephenie Meyer war mit dem Cover nicht einverstanden, da es keine symbolische Bedeutung hat, hatte aber keine Befugnis, die Gestaltung zu beeinflussen.

## Ausgaben
- New Moon. B&T, 2006. ISBN 0-316-16019-9 (Gebundene Ausgabe)
- New Moon. Little, Brown Book Group, 2007. ISBN 1-904233-88-0 (Taschenbuch)
- Bis(s) zur Mittagsstunde. Carlsen, Hamburg 2007. ISBN 3-551-58161-4 (Gebundene Ausgabe) (3 Wochen lang im Jahr 2009 auf dem Platz 1 der Spiegel-Bestsellerliste)
- Bis(s) zur Mittagsstunde. Hörbuch Hamburg HHV GmbH, Hamburg 2008. ISBN 978-3-86742-013-6 (Hörbuch, 6 CDs, gelesen von Ulrike Grote)
- Bis(s) zur Mittagsstunde. Piper, 2008 (Taschenbuch)

## Film
Die Premiere fand am 16. November 2009 in Los Angeles statt, im deutschsprachigen Raum lief der Film am 26. November 2009 an. Das Drehbuch schrieb Melissa Rosenberg, Regisseur ist Chris Weitz. In den Hauptrollen spielen Kristen Stewart als Bella und Robert Pattinson als Edward die Liebesgeschichte zwischen Vampir und Mensch weiter.